# Victor Israelsson

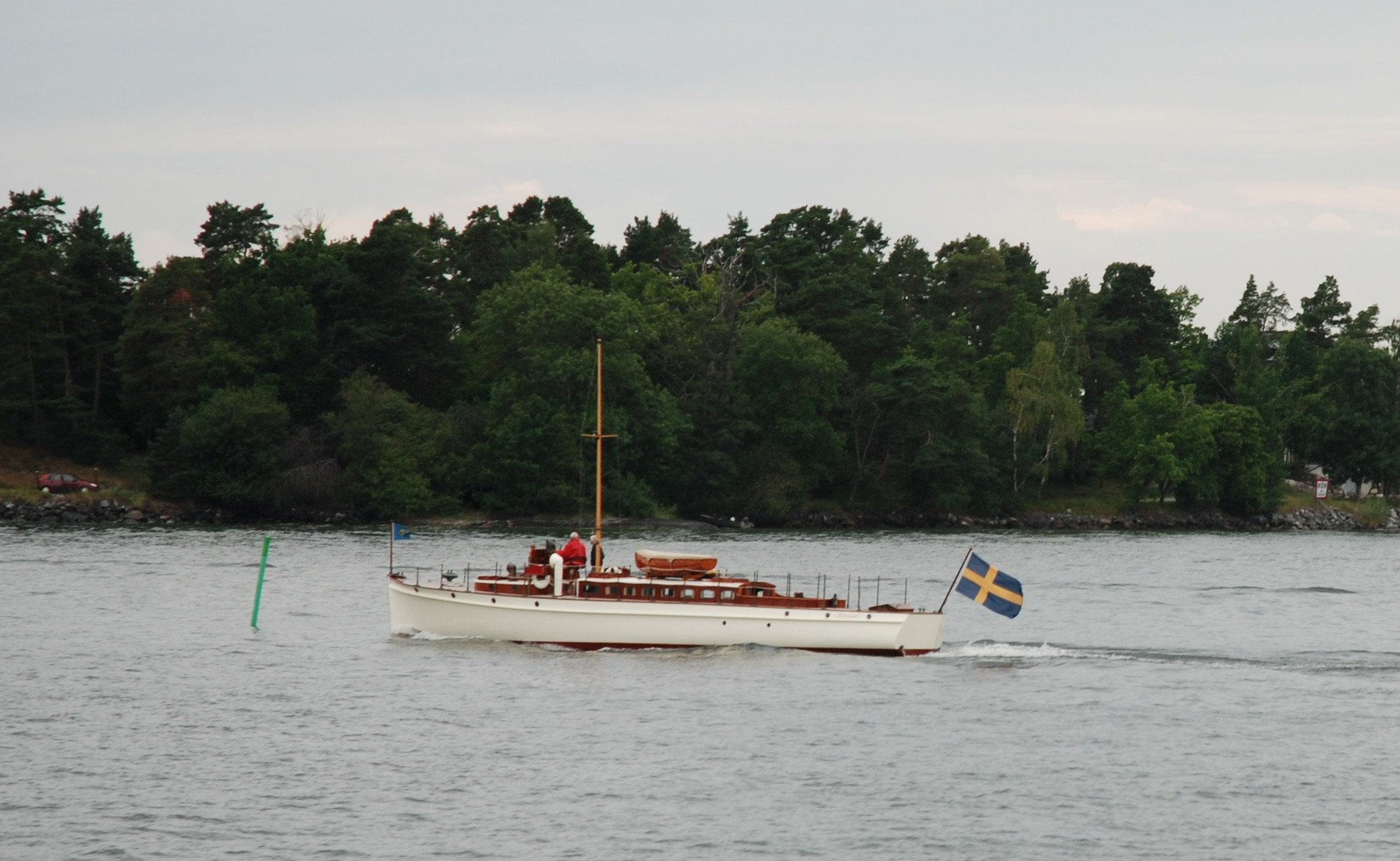
M/Y Tournesol

Victor F. Israelsson, född 1864, död 1931, var en svensk ingenjör samt båt- och fartygskonstruktör.
Victor Israelsson var anställd på Stockholms örlogsvarv som konstruktör.

## Ritade båtar i urval
- M/Y Buffalo X, senare M/Y Ingma, 10,8 meter lång, byggd omkring 1907 på Lindströms Båtvarv, Södertälje, eventuellt för Prins Carl Bernadotte[1]
- M/Y Tournesol, byggd på Rudéns Båtvarf, 1912[2]
- M/Y Fogel, 1913
- M/Y Pilikia, 1916, 11 meter lång, byggd som M/Y Signe för Ernst Trygger, troligen på Gustafsson & Anderssons varv[3]